# Никифоров Микола Матвійович
Никифоров Микола Матвійович (1898, село Пулово, Великолукський район, Тверська область, Росія — 26 жовтня 1944, концтабір Флоссенбюрг, Німеччина) — радянський воєначальник, полковник (1938).

## Воєнна кар'єра
Учасник громадянської війни в Росії. З 1918 року — у Червоній Армії. Пройшов шлях від командира кулеметного відділення до командира батальйону 27-ї Омської стрілецької дивізії.
Після війни продовжував служити у 27-й дивізії. Закінчив Військово-педагогічні курси(1922), курси удосконалення командного складу «Выстрел»(1927), Ленінградські бронетанкові курси.
З лютого по червень 1938 року командував 4-м мотохімічним полком. У березні 1939 року очолив 60-ту легкотанкову бригаду. [1]
Учасник радянсько-фінської війни. Був начальником автобронетанкових військ 14-ї армії із січня 1940 року. За бої з фіннами був нагороджений орденом Червоної зірки. Із 15 жовтня 1940 по 11 березня 1941 року був начальником автобронетанкових військ 7-ї армії Ленінградського військового округу.
11 березня 1941 року призначений командиром 25-ї танкової дивізії 13-го механізованого корпусу.

## Німецько-радянська війна
Війну з нацистською Німеччиною зустрів на попередній посаді. Дивізію, озброєну лише легкими танками Т-26, повністю розгромили. [2] Полковник Никифоров 6 липня 1941 року потрапив у німецький полон під Мінськом.
Утримували в Нюрнберзькій в'язниці та концтаборі Флоссенбюрг, де й розстріляли 26 жовтня 1944 року.

## Нагороди
- Орден Червоного прапора (1938, до двадцятої річниці РСЧА).
- Орден Червоної зірки (1940, за фінську кампанію).
- Медаль «XX років РСЧА»(1938).